# Crucispora
Crucispora — рід грибів родини Agaricaceae. Назва вперше опублікована 1971 року.

## Класифікація
До роду Crucispora відносять 2 види:
- Crucispora naucorioides
- Crucispora rhombisperma